# Srećko Štiglić
Srećko Štiglić (Zagreb, 11. lipnja 1943. — 11. rujna 1992.), hrvatski atletičar. Bio je državni rekorder u bacanju kladiva te je prvi hrvatski kladivaš koji je prebacio 70m (1972.). Bio je član zagrebačkog Dinama i zagrebačke Mladosti.
Nastupio je na Olimpijskim igrama u Münchenu 1972. u bacanju kladiva i osvojio 14. mjesto.Također je nastupao u bacanju kladiva na Mediteranskim igrama. U Izmiru 1971. osvojio je brončanu medalju, u Alžiru 1975. zlatnu medalju te u Splitu 1979. brončanu medalju.
Nastupio je Srećko Štiglić 68 puta Za atletsku reprezentaciju Jugoslavije nastupio je 68 puta. Dvaput je proglašen za najbolje atletičara Hrvatske: 1971. i 1972. godine. Uspješno se natjecao i u veteranskoj dobi. S 49 godina je osvojio naslov državnog prvaka. Bilo je to na prvom seniorskom atletskom prvenstvu samostalne Hrvatske 1992. godine u bacanju kladiva. Poslije se još dugo natjecao u veteranskoj konkurenciji.